# Basílio de Brito Malheiro do Lago
Basílio de Brito Malheiro do Lago (Ponte de Lima, Portugal, (?) - Sabará, Minas Gerais, Brasil, c. 1808) foi um militar português radicado no Brasil. Ao lado de Joaquim Silvério dos Reis, foi um dos delatores de Joaquim José da Silva Xavier, o Tiradentes, delação esta que culminou na prisão do inconfidente e sua posterior execução.

## Biografia
Possuía o cargo de Tenente Coronel na capitania das Minas Gerais. Figurou ao lado de Joaquim Silvério dos Reis como os delatores do movimento, estando sua carta-denúncia arrolada nos autos da devassa da Inconfidência Mineira. Tal delação fora realizada em troca do perdão de suas dívidas para com a Coroa Portuguesa. Terá ficado rico como contrabandista de diamantes no Distrito Diamantino, além de manter lavras de ouro no Serro. Sonegações teriam levado Brito a contrair enormes dívidas com a Coroa, o que teria levado o militar a se afeiçoar com a causa da Inconfidência. Posteriormente fora motivado a delatar o levante em troca do perdão pelos seus crimes.

## Últimos anos e morte
Se retirou para a Fazenda do Palmital, de sua propriedade na cidade do Serro, onde viveria os seus últimos anos. Em seu testamento, lavrado em 1806, transparece o reproche sofrido pelos habitantes da capitania de Minas, devido a sua delação que teria frustrado o levante inconfidente.